# 鴨脷洲（利南道工業區）巴士總站
鴨脷洲（利南道工業區）巴士總站（英語：Ap Lei Chau (Lee Nam Road Industrial Area) Bus Terminus），位於南區鴨脷洲工業區中，現有1條巴士路線作為終點站。

## 歷史
- 1992年3月30日，中巴95A線（已取消）投入服務，本總站隨即啟用。
- 2002年12月16日，新巴95A線停止服務，新巴95線即日的平日早上至黃昏延長至本站。
- 2007年1月1日，新巴91線的晚間服務延長至本站。
- 2007年7月15日，新巴91線的晚間服務遷回海怡半島。
- 2024年4月7日，城巴95線停止服務，城巴95C線即日的平日早上至黃昏延長至本站。

## 總站路線資料

### 城巴95C線（部份時段）
- 鴨脷洲邨/鴨脷洲（利南道工業區） ↺ 置富花園
- 平日0500－0540：鴨脷洲邨 ↺ 香港仔（洛陽街）
- 平日0555－0615：鴨脷洲邨 → 置富花園 → 鴨脷洲（利南道工業區）
- 平日0630－1907：鴨脷洲（利南道工業區） ↺ 置富花園
- 平日1927－2027：鴨脷洲（利南道工業區） → 置富花園 → 鴨脷洲邨
- 平日2045－0000、星期日及公眾假期全日：鴨脷洲邨 ↺ 置富花園

1997年5月5日投入服務，來往鴨脷洲邨及置富花園的巴士路線，途經海怡半島、香港仔，是置富花園唯一一條區內路線。到了2024年4月7日，取消城巴95線，本線隨即平日早上至黃昏延長至本站，及衍生五條不同的行車路線，其中三條由此站始發或以此站為終站。

## 利用狀況
由於附近只有鴨脷洲工業區（Ap Lei Chau Industrial Area），所以客量一直偏低。